# Station Singsås
Station Singsås is een halte in Singsås in de gemeente Midtre Gauldal in fylke Trøndelag  in  Noorwegen. Het station ligt aan Rørosbanen. Singsås dateert uit 1876. 